# Håkonskär, Korpo
Håkonskär är en ö i Finland. Den ligger i Skärgårdshavet och i kommunen Pargas i landskapet Egentliga Finland, i den sydvästra delen av landet. Ön ligger omkring 61 kilometer sydväst om Åbo och omkring 180 kilometer väster om Helsingfors.
Öns area är 22,2 hektar och dess största längd är 1,2 kilometer i öst-västlig riktning. Ön höjer sig omkring 10 meter över havsytan.
I övrigt finns följande på Håkonskär:
- Mossaskär (en ö)